# Patinação de velocidade nos Jogos Olímpicos de Inverno de 2014 - 500 m feminino
As competições de 500 m feminino da patinação de velocidade nos Jogos Olímpicos de Inverno de 2014 foram disputadas na Adler Arena em Sóchi, em 11 de fevereiro de 2014.
Olga Fatkulina, da Rússia, que conquistou a medalha de prata, foi desclassificada em 24 de novembro de 2017 após ser flagrada no antidoping. No entanto o Tribunal Arbitral do Esporte anulou essa decisão em 1 de fevereiro de 2018 e retornou a medalha a atleta russa.

## Medalhistas
| Ouro   | KOR Lee Sang-hwa   |
| Prata  | RUS Olga Fatkulina |
| Bronze | NED Margot Boer    |

## Recordes
Antes desta competição, os recordes mundiais e olímpicos da prova eram os seguintes:
500 metros (1 corrida)
| Tipo | Atleta               | Tempo   | Local          | Data                    |
| ---- | -------------------- | ------- | -------------- | ----------------------- |
|      | Lee Sang-hwa         | 36.36 s | Salt Lake City | 16 de novembro de 2013  |
|      | Catriona Le May Doan | 37.30 s | Salt Lake City | 13 de fevereiro de 2002 |

500 metros (2 corridas)
| Tipo | Atleta               | Tempo     | Local          | Data                    |
| ---- | -------------------- | --------- | -------------- | ----------------------- |
|      | Lee Sang-hwa         | 1:12.93 s | Salt Lake City | 16 de novembro de 2013  |
|      | Catriona Le May Doan | 1:14.75 m | Salt Lake City | 14 de fevereiro de 2002 |

Os seguintes recordes foram estabelecidos nesta competição:
500 metros (1 corrida)
| Tipo | Atleta       | Tempo   | Local          | Data                    |
| ---- | ------------ | ------- | -------------- | ----------------------- |
|      | Lee Sang-hwa | 36.36 s | Salt Lake City | 16 de novembro de 2013  |
|      | Lee Sang-hwa | 37.28 s | Sóchi          | 13 de fevereiro de 2014 |

500 metros (2 corridas)
| Tipo | Atleta       | Tempo     | Local          | Data                    |
| ---- | ------------ | --------- | -------------- | ----------------------- |
|      | Lee Sang-hwa | 1:12.93 s | Salt Lake City | 16 de novembro de 2013  |
|      | Lee Sang-hwa | 1:14.70 m | Sóchi          | 11 de fevereiro de 2014 |

## Resultados
| Pos.              | Atleta                         | Par | Raia | Corrida 1 | Pos. | Par | Raia | Corrida 2 | Pos. | Total | Diferença | Notas            |
| ----------------- | ------------------------------ | --- | ---- | --------- | ---- | --- | ---- | --------- | ---- | ----- | --------- | ---------------- |
| Medalha de ouro   | KOR Lee Sang-hwa               | 18  | O    | 37.42     | 1    | 17  | I    | 37.28     | 1    | 74.70 | —         | Recorde olímpico |
| Medalha de prata  | RUS Olga Fatkulina             | 16  | O    | 37.57     | 2    | 16  | I    | 37.49     | 2    | 75.06 | +0.36     |                  |
| Medalha de bronze | NED Margot Boer                | 17  | O    | 37.77     | 5    | 13  | I    | 37.71     | 3    | 75.48 | +0.78     |                  |
| 4                 | CHN Zhang Hong                 | 8   | O    | 37.58     | 3    | 15  | I    | 37.99     | 7    | 75.58 | +0.88     |                  |
| 5                 | JPN Nao Kodaira                | 17  | I    | 37.88     | 7    | 16  | O    | 37.72     | 4    | 75.61 | +0.91     |                  |
| 6                 | GER Jenny Wolf                 | 15  | I    | 37.93     | 8    | 15  | O    | 37.73     | 5    | 75.67 | +0.97     |                  |
| 7                 | CHN Wang Beixing               | 16  | I    | 37.82     | 6    | 17  | O    | 37.86     | 6    | 75.68 | +0.98     |                  |
| 8                 | USA Heather Richardson         | 15  | O    | 37.73     | 4    | 14  | I    | 38.02     | 8    | 75.75 | +1.05     |                  |
| 9                 | JPN Maki Tsuji                 | 14  | O    | 38.4      | 10   | 11  | I    | 38.44     | 11   | 76.84 | +2.14     |                  |
| 10                | CZE Karolína Erbanová          | 11  | O    | 38.23     | 9    | 12  | I    | 38.62     | 13   | 76.86 | +2.16     |                  |
| 11                | NED Laurine van Riessen        | 14  | I    | 38.645    | 14   | 13  | O    | 38.35     | 9    | 76.99 | +2.29     |                  |
| 12                | CAN Christine Nesbitt          | 10  | O    | 38.53     | 11   | 10  | I    | 38.61     | 12   | 77.15 | +2.45     |                  |
| 13                | USA Brittany Bowe              | 18  | I    | 38.81     | 17   | 10  | O    | 38.37     | 10   | 77.19 | +2.49     |                  |
| 14                | JPN Miyako Sumiyoshi           | 13  | O    | 38.644    | 13   | 9   | I    | 38.62     | 13   | 77.26 | +2.56     |                  |
| 15                | USA Lauren Cholewinski         | 12  | I    | 38.54     | 12   | 14  | O    | 38.80     | 19   | 77.35 | +2.65     |                  |
| 16                | NED Lotte van Beek             | 6   | I    | 38.67     | 15   | 12  | O    | 38.73     | 17   | 77.40 | +2.70     |                  |
| 17                | RUS Yekaterina Malysheva       | 11  | I    | 38.78     | 16   | 11  | O    | 38.76     | 18   | 77.55 | +2.85     |                  |
| 18                | RUS Angelina Golikova          | 5   | O    | 38.82     | 18   | 8   | I    | 38.85     | 22   | 77.68 | +2.98     |                  |
| 19                | NED Marrit Leenstra            | 2   | I    | 39.03     | 21   | 7   | O    | 38.70     | 16   | 77.74 | +3.04     |                  |
| 20                | KOR Lee Bo-ra                  | 10  | I    | 38.93     | 20   | 8   | O    | 38.82     | 21   | 77.75 | +3.05     |                  |
| 21                | GER Denise Roth                | 1   | I    | 39.08     | 23   | 6   | O    | 38.69     | 15   | 77.78 | +3.08     |                  |
| 22                | KAZ Yekaterina Aydova          | 12  | O    | 39.04     | 22   | 7   | I    | 38.80     | 19   | 77.85 | +3.15     |                  |
| 23                | CHN Qi Shuai                   | 3   | I    | 38.89     | 19   | 9   | O    | 38.99     | 23   | 77.89 | +3.19     |                  |
| 24                | KOR Kim Hyun-yung              | 7   | O    | 39.19     | 24   | 6   | I    | 39.04     | 24   | 78.23 | +3.53     |                  |
| 25                | RUS Yekaterina Lobysheva       | 8   | I    | 39.202    | 25   | 5   | O    | 39.04     | 24   | 78.24 | +3.54     |                  |
| 26                | KOR Park Seung-ju              | 2   | O    | 39.207    | 26   | 5   | I    | 39.11     | 26   | 78.31 | +3.61     |                  |
| 27                | AUT Vanessa Bittner            | 9   | I    | 39.33     | 30   | 2   | O    | 39.17     | 27   | 78.50 | +3.80     |                  |
| 28                | CAN Anastasia Bucsis           | 5   | I    | 39.272    | 27   | 4   | O    | 39.25     | 28   | 78.52 | +3.82     |                  |
| 29                | USA Sugar Todd                 | 4   | O    | 39.278    | 28   | 4   | I    | 39.25     | 28   | 78.53 | +3.83     |                  |
| 30                | ITA Yvonne Daldossi            | 4   | I    | 39.30     | 29   | 3   | O    | 39.34     | 31   | 78.64 | +3.94     |                  |
| 31                | CHN Zhang Shuang               | 6   | O    | 39.40     | 31   | 3   | I    | 39.25     | 28   | 78.65 | +3.95     |                  |
| 32                | CAN Marsha Hudey               | 7   | I    | 39.59     | 32   | 1   | O    | 39.63     | 33   | 79.22 | +4.52     |                  |
| 33                | CAN Danielle Wotherspoon-Gregg | 9   | O    | 39.76     | 33   | 2   | I    | 39.56     | 32   | 79.32 | +4.62     |                  |
| 34                | GER Gabriele Hirschbichler     | 3   | O    | 39.82     | 34   | 1   | I    | 39.69     | 34   | 79.51 | +4.81     |                  |
| —                 | GER Judith Hesse               | 13  | I    |           | DSQ  |     |      |           |      |       |           |                  |

Legenda
| Recorde mundial      | Recorde mundial (World record)               |                       | Recorde africano                      | Recorde africano (African) |                                           | Q | Classificado por posição (Qualified) |
| Recorde olímpico     | Recorde olímpico (Olympic record)            | Recorde da América    | Recorde da América (Americas)         | q                          | Classificado por melhor tempo (Qualified) |   |                                      |
| Melhor marca do ano  | Melhor marca do ano (World leading)          | Recorde asiático      | Recorde asiático (Asian)              | DNS                        | Não largou (Did not start)                |   |                                      |
| Recorde nacional     | Recorde nacional (National record)           | Recorde europeu       | Recorde europeu (European)            | DNF                        | Não terminou (Did not finish)             |   |                                      |
| Recorde pessoal      | Recorde pessoal do atleta (Personal best)    | Recorde da Oceania    | Recorde da Oceania (Oceania)          | DSQ / DQ                   | Desclassificado (Disqualified)            |   |                                      |
| Recorde da temporada | Recorde da temporada do atleta (Season best) | Recorde sul-americano | Recorde sul-americano (South America) | NM                         | Sem marca (No mark)                       |   |                                      |